# Empire Earth: The Art of Conquest
Empire Earth: The Art of Conquest est une extension pour le jeu de stratégie en temps réel Empire Earth édité par Sierra Entertainment, sortie en 2002 sur PC.

## Enrichissements par rapport à Empire Earth
Sur un plan stylistique, le graphisme a été lissé par rapport à la base, et de nouveaux effets visuels ajoutent au réalisme, comme les traces de pas et de roues dans le sable et la neige, les cratères d'explosions, le sillage des navires plus soignés…
Un mode multijoueur en ligne amélioré, mais il n'est plus possible de jouer en ligne ou de mettre à jour le jeu en raison des serveurs Sierra fermés depuis 2008.
Au niveau du jeu, trois points sont à retenir.
Tout d'abord, l'ajout d'une quinzième époque : l'Age spatial. Les citoyens deviennent des robots à partir du Nano âge, d'ultimes évolutions technologiques peuvent être développées, comme les fermes qui se gèrent automatiquement, et bien sûr apparaissent des unités spatiales.
Le second point, lié au premier, est l'ajout de cartes spatiales, les joueurs se battant sur des planètes et s'affrontant dans l'espace, dans une dimension rappelant les cartes maritimes. Dans ces cartes, les arbres sont remplacés par des gisements de carbone et le carbone est utilisé comme le bois.
Le troisième point : chaque civilisation dispose d'un pouvoir unique. Ces pouvoirs diffèrent grandement, allant du remboursement des bâtiments détruits à des missiles nucléaires, en passant par des flèches enflammées, des bases invisibles, des unités spécifiques tels que le Commando SAS pour la Grande-Bretagne ou la Cyber-ninja pour le Japon…

## Campagnes
Trois nouvelles campagnes sont disponibles, chacune en six scénarios. Contrairement au jeu de base, les objectifs ne rapportent plus de points de civilisation.

### Campagne romaine
Tout commence avec Marius en 100 av. J.-C. lors de l'invasion du nord de l'Italie par les Germains. Marius assoit sa popularité en développant l'armée de métier. On le voit ensuite s'affronter avec son ancien lieutenant Sylla pour le contrôle de Rome dans les années 80 av. J.-C. Les quatre scénarios suivant retracent l'ascension de César vers le pouvoir suprême : ses armes en Grèce (années 70 av. J.-C.), la guerre des Gaules (58-51 av. J.-C.), la guerre civile contre Pompée (50-48 av. J.-C.) et l'intervention en Égypte (48-47 av. J.-C.).

### Campagne du Pacifique
Vous démarrez en pleine bataille de Midway, en juin 1942. Vous prenez ensuite le contrôle de Guadalcanal (1942-1943) avant d'entamer la reconquête île par île de l'océan Pacifique (1943-1945). Vous suivez ensuite l'aventure des Merrill's Marauders dans deux scénarios, avant de débarquer dans la douleur et dans le sang sur la petite île d'Iwo Jima, en février 1945.

### Campagne asiatique
Vous jouez la F.U.R.A. (Fédération unie des républiques asiatiques), une superpuissance orientale qui se lance dans la course à l'espace et à la colonisation de Mars en 2050. Vous devez d'abord faire face à une révolte d'envergure dans le premier scénario, tout en développant des technologies nécessaires à la conquête de l'espace. Vous devez par la suite récolter des ressources en matant ce qu'il reste de la rébellion, avant de venir en aide au Japon ravagé par la révolte et qui dispose d'un centre de lancement. Le quatrième scénario consiste ensuite à ravitailler les premiers colons sur Mars, en évitant les pièges tendus par les fanatiques de l'Œil de Dieu. Les deux derniers scénarios se passent dans l'espace et mettent en scène la révolte et l'émancipation des colons martiens contre la mainmise terrienne sur leurs affaires, guerre qui se termine par l'invasion de la Terre.

## Accueil
| Empire Earth: The Art of Conquest |      |       |
| Média                             | Pays | Notes |
| Computer Gaming World             | US   | 2/5   |
| GameSpot                          | US   | 52 %  |
| IGN                               | US   | 78 %  |
| Jeuxvideo.com                     | FR   | 15/20 |
| Joystick                          | FR   | 4/10  |
| Compilations de notes             |      |       |
| Metacritic                        | US   | 63 %  |